# Landesliga Württemberg 1949/50
Die Landesliga Württemberg 1949/50 war die fünfte und letzte Saison der höchsten württembergischen Amateurklasse vor der Bildung der 1. Amateurliga Württemberg im Jahre 1950. Sie war eine Ebene unterhalb der Oberliga Süd angesiedelt und deckte den Nordteil von Württemberg ab, der zum damaligen Land Württemberg-Baden gehörte.
Meister wurde die TSG Ulm und Tabellenzweiter Union Böckingen. Beide Vereine scheiterten zwar in der anschließenden Aufstiegsrunde zur Oberliga Süd, stiegen aber in die neue II. Division der Oberliga Süd auf. Der ESC Ulm und der VfL Neckargartach stiegen ab.

## Abschlusstabelle
| Pl. | Verein                 | Sp. | Tore  | Punkte |
| --- | ---------------------- | --- | ----- | ------ |
| 1.  | TSG Ulm (A)            | 24  | 59:23 | 39:90  |
| 02. | Union Böckingen        | 24  | 60:34 | 33:15  |
| 03. | Stuttgarter SC         | 24  | 51:36 | 29:19  |
| 04. | 1. FC Normannia Gmünd  | 24  | 49:31 | 27:21  |
| 05. | VfR Aalen              | 24  | 49:39 | 27:21  |
| 06. | FV Zuffenhausen        | 24  | 36:39 | 24:24  |
| 07. | Sportfreunde Stuttgart | 24  | 35:36 | 23:25  |
| 08. | 1. FC Eislingen (N)    | 24  | 38:48 | 23:25  |
| 09. | Sportvg Feuerbach      | 24  | 33:45 | 22:26  |
| 10. | VfL Kirchheim/Teck     | 24  | 42:48 | 21:27  |
| 11. | SG Untertürkheim       | 24  | 41:49 | 21:27  |
| 12. | ESC Ulm (N)            | 24  | 24:52 | 12:36  |
| 13. | VfL Neckargartach      | 24  | 23:60 | 11:37  |

## Aufstiegsrunde zur Oberliga Süd
In der Aufstiegsrunde zur Oberliga Süd trafen die TSG Ulm und Union Böckingen auf Vereine aus Bayern, Hessen, und Nordbaden.
Gruppe I
| Pl. | Verein                 | Sp. | Punkte |
| --- | ---------------------- | --- | ------ |
| 1.  | VfL Neckarau           | 6   | 8:40   |
| 2.  | TSG Ulm 1846           | 6   | 8:40   |
| 3.  | FC Bayern Hof          | 6   | 7:50   |
| 4.  | Viktoria Aschaffenburg | 6   | 1:11   |

Gruppe II
| Pl. | Verein          | Sp. | Punkte |
| --- | --------------- | --- | ------ |
| 1.  | SV Darmstadt 98 | 6   | 10:20  |
| 2.  | 1. FC Pforzheim | 6   | 8:4    |
| 3.  | Union Böckingen | 6   | 4:8    |
| 4.  | 1. FC Bamberg   | 6   | 02:10  |